# Peltoniemen Hintrikin surumarssi
Peltoniemen Hintrikin surumarssi (anche Peltoniemen Hintrikkan surumarssi, in italiano Marcia funebre di Hintrikki Peltoniemi) è un canto popolare finlandese, proveniente dalla città di Kaustinen, nell'Ostrobotnia centrale. La musica è  tradizionale e il testo da Reino Helismaa. Nel testo originale non viene menzionata la città d'origine, dato che esso ponemaggior enfasi sulla povertà e la miseria.
Il titolo della canzone rende omaggio a Hintrikki Peltoniemi (1854 - 1936), pelimanni (cantante folk) della città di Kaustinen.
L'Helsingin Sanomat, nell'estate del 2006, organizzò un concorso e la canzone è stata votata dai lettori come la canzone più cupa finlandese di tutti i tempi.